# 寝ずの番
『寝ずの番』（ねずのばん）は、中島らも著作の短編小説集。劇中の落語家は、六代目笑福亭松鶴をモデルとしたといわれている。

## 収録作品
- 寝ずの番
- 寝ずの番2
- 寝ずの番3
- えびふらっと・ぶるぅす
- 逐電
- グラスの中の眼
- ポッカァーン
- 仔羊ドリー
- 黄色いセロファン

## 出版
講談社より1998年10月に単行本として刊行された（ISBN 4062093707）。文庫版は講談社と角川書店の2社から発行されている。
- 講談社文庫版（2001年10月発行、ISBN 4062732793）
- 角川文庫版（2006年2月発行、ISBN 4041863074）

## 映画
マキノ雅彦第1回監督作品。
文部科学省認定作品でありながら、猥語が頻出（70数回）することを理由にR15+指定を受けた。
2006年4月8日よりシネスイッチ銀座他にて全国順次ロードショーされた。
劇中の登場人物「笑満亭橋鶴」とその妻は、六代目笑福亭松鶴夫婦がモデルということもあり、その縁から松鶴の弟子である笑福亭鶴瓶が友情出演している。

### キャスト
- 橋太 - 中井貴一
- 茂子 - 木村佳乃
- もと鉄工所の社長 - 堺正章
- 橋次 - 笹野高史
- 橋弥 - 岸部一徳
- 橋鶴 - 長門裕之
- 志津子 - 富司純子
- バーの女 - 高岡早紀
- 橋枝 - 木下ほうか
- 橋七 - 田中章
- 多香子 - 土屋久美子
- 美紀 - 真由子
- 小田先生 - 石田太郎
- 田所 - 蛭子能収

### スタッフ
- 原作 - 中島らも
- 企画・製作 - 鈴木光
- 監督 - マキノ雅彦
- 脚本 - 大森寿美男
- プロデューサー - 坂本忠久、林由恵
- 音楽 - 大谷幸
- 音楽プロデューサー - 長崎行男
- 撮影 - 北信康
- 照明 - 豊見山明長
- 美術 - 小澤秀高
- 録音 - 阿部茂
- 編集 - 田中愼二
- 衣装 - 宮本まさ江
- ヘアメイク - 井川成子
- スクリプター - 黒河内美佳
- キャスティング - 名須川伸吾
- 助監督 - 中西健二
- 製作担当 - 黛威久
- 三味線指導・演奏 - 本條秀太郎・本條秀五郎
- 落語指導・出囃子 - 桂吉朝・桂吉弥
- 踊り指導・振付 - 猿若清三郎
- 題字 - 緒形拳

### 受賞
- 第16回日本映画批評家大賞・批評家特別監督賞 - マキノ雅彦[3]
- 新藤兼人賞2006　金賞 - マキノ雅彦
- 第61回毎日映画コンクール・男優助演賞 - 笹野高史

## 関連用語
- 寝ずの番

通夜（地方によってはその前日から）の際に、故人を寂しがらせないために傍で一晩中起きていること。往々にして宴会がセットになっており、故人の思い出などを語りつつ飲み明かす。故人の傍らで宴会を行う場合と、宴席は別室に設け、故人の傍らには数人の不寝番をおく場合とがある。斎場で通夜を行う場合は、寝ずの番は行われない。